# كريستيان بلان (سياسي)
كريستيان بلان (بالفرنسية: Christian Blanc) هو سياسي فرنسي، ولد في 17 مايو 1942 في تلانس في فرنسا. حزبياً، نشط في الاتحاد من أجل الديمقراطية الفرنسية.

## مناصب
- انتخب رئيس  (1965 – 1967).
- انتخب نائب فرنسي عن دائرة Yvelines's 3rd constituency [الإنجليزية]‏ خلال فترته النيابية [الإنجليزية]‏ (5 أغسطس 2010 – 19 يونيو 2012).
- انتخب نائب فرنسي عن دائرة Yvelines's 3rd constituency [الإنجليزية]‏ خلال فترته النيابية [الإنجليزية]‏ (20 يونيو 2007 – 19 أبريل 2008).
- انتخب نائب فرنسي عن دائرة Yvelines's 3rd constituency [الإنجليزية]‏ خلال فترته النيابية  [لغات أخرى]‏ (16 ديسمبر 2002 – 19 يونيو 2007).

## روابط خارجية
- كريستيان بلان على موقع مونزينجر (الألمانية)